# Ébréon
Ébréon é uma comuna francesa na região administrativa da Nova Aquitânia, no departamento de Charente. Estende-se por uma área de 10,05 km². Em 2010 a comuna tinha 145 habitantes (densidade: 14,4 hab./km²).